# Conservatoire artistique de Polynésie française
 (décembre 2023).
Le Conservatoire artistique de Polynésie française ou CAPF (tahitien : te fare upa rau) est un conservatoire à rayonnement départemental situé à Papeete (Tahiti), créé par Maco Tevane et Claude Malric en 1979, et dont le but est la conservation du patrimoine culturel de Polynésie française et l'enseignement artistique. Il propose des cours de musique, danse, théâtre et arts plastiques, et notamment des cours de musique, danse et culture polynésienne dans sa section d'arts traditionnels.

## Présentation

### Histoire
Le Conservatoire est créé en septembre 1979 par Maco Tevane, conseiller du gouvernement et Claude Malric, qui en devient le premier directeur.
En 1980, une convention signée entre l'État et la Polynésie française reconnaît le Conservatoire comme École nationale de musique, dénomination devenue depuis conservatoire à rayonnement départemental.
En 1989, un arrêté modifie la forme juridique et précise les missions du conservatoire :

« Le Conservatoire artistique territorial a pour vocation :
- L'enseignement théorique et pratique de la musique, du chant, de la danse, des arts plastiques et des arts dramatiques ;
- la promotion de la culture artistique ;
- la préparation et l'accès à leur enseignement.
- la mise en place et la promotion de toutes formations orchestrales ou chorales.
Il est également chargé de la promotion des danses et des chants polynésiens, de la conservation par la reproduction écrite et mécanique du patrimoine musical polynésien. »

### Le conservatoire aujourd'hui
Depuis 2005, le conservatoire est dirigé par Fabien Dinard. En 2022, l'établissement compte 48 enseignants et 14 agents administratifs.
Le conservatoire propose des cours dans plusieurs sections : arts traditionnels (danse, 'orero, guitare, ukulélé, percussions, chant), arts classiques (solfège, éveil musical, instruments de musique classique, chant, chorale, musique d'ensemble), arts plastiques (dessin, peinture, histoire de l'art), arts dramatiques (théâtre), jazz. L'inscription des élèves peut être soumise à des contraintes d'âge et de niveau. En 2022, 2039 élèves sont inscrits au conservatoire.
Le conservatoire enseigne également à des élèves scolarisés en classes à horaires aménagés. 
À la fin de la scolarité, le conservatoire délivre plusieurs diplômes : le CEFET (certificat de fin d’études traditionnelles) ou CEFEM (certificat de fin d’études musicales) à la fin du troisième cycle et le DET (diplôme d’études traditionnelles) ou DEM (diplôme d’études musicales) à la fin du quatrième cycle.

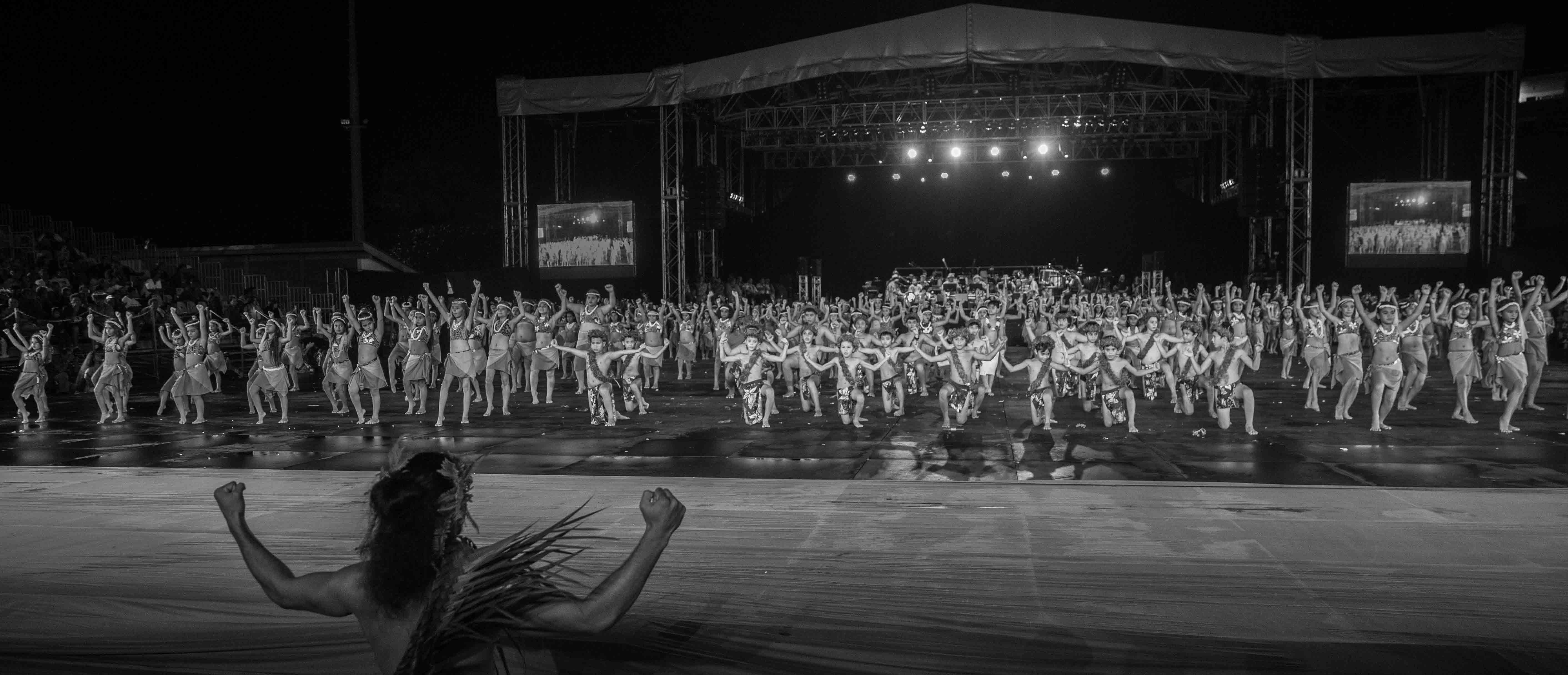
Gala du conservatoire en 2019

Chaque année, le conservatoire organise plusieurs spectacles, concerts et galas, en particulier un gala de fin d'année en juin ainsi que les Nuits du Jazz en mars.

### Évolutions récentes
En avril 2020, pendant le confinement lié à la pandémie de Covid-19, le conservatoire ferme aux élèves et propose des cours à distance, en direct grâce à des outils de visioconférence ou enregistrés à l'avance par les professeurs.
En août 2020, le conservatoire ouvre une antenne à Moorea, dans l'école primaire de Teavaro. Des cours de 'ori tahiti, 'ori tane, himene et ukulélé y sont dispensés aux élèves de l'école primaire et au public extérieur. Une autre antenne ouvre par la suite à Pirae puis à Punaauia en 2021.

## Conservation et transmission de la culture polynésienne
La conservation et la transmission de la culture polynésienne traditionnelle sont une dimension importante de l'activité du conservatoire. Elles font officiellement partie de ses missions fixées en 1989 : « Il est également chargé de la promotion des danses et des chants polynésiens, de la conservation par la reproduction écrite et mécanique du patrimoine musical polynésien. ».

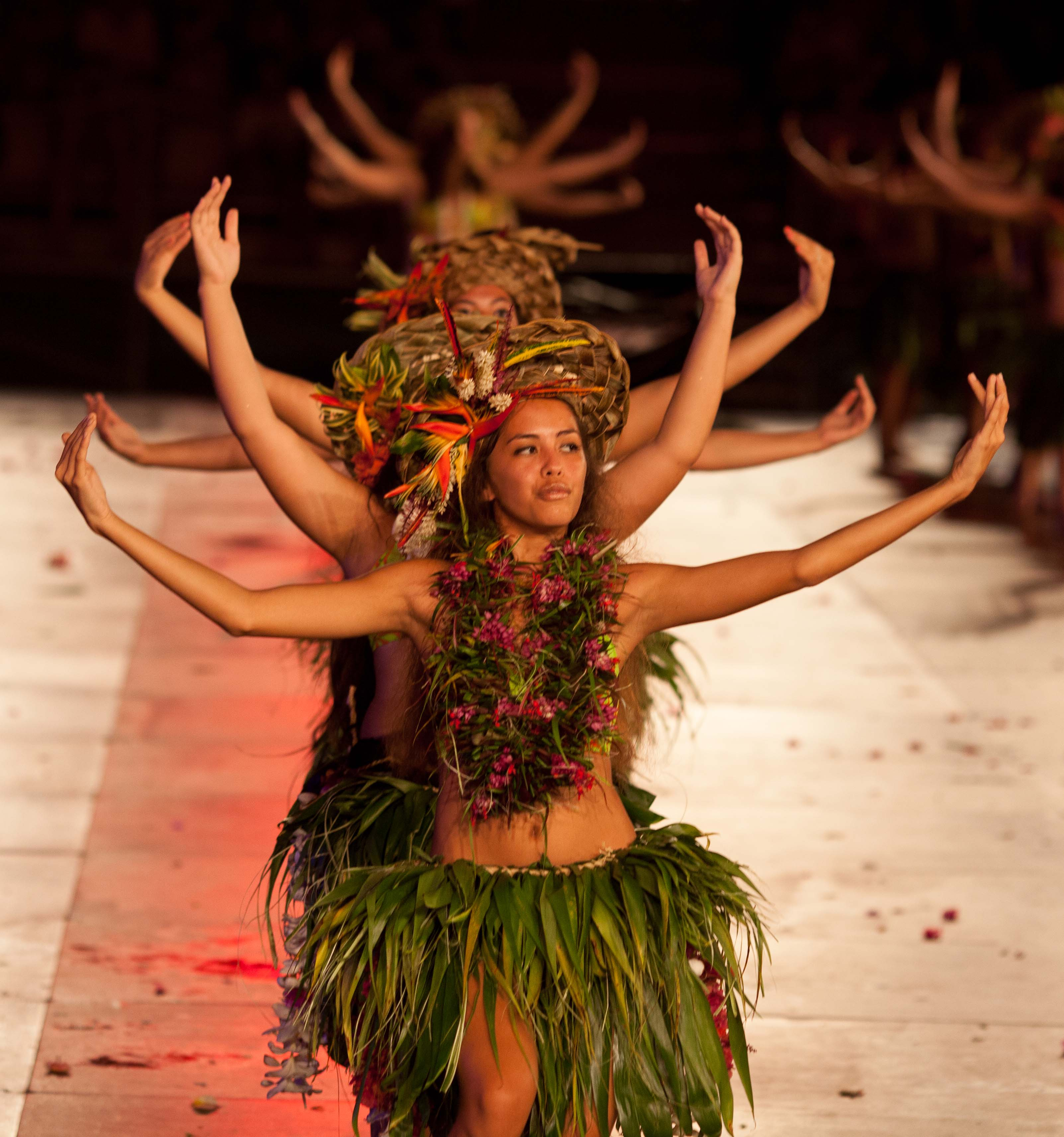
Danse traditionnelle tahitienne lors du gala 2019 du conservatoire

Cette transmission se retrouve particulièrement dans la section des arts traditionnels, qui rassemble la majorité des élèves. Le cours de danse traditionnelle est l'un des plus prisés du conservatoire. La section propose depuis 2021 des cours de reo tahiti, dispensés par John Mairai, membre de l'Académie tahitienne.
Depuis 2009, le conservatoire propose également des formations en danse pour des danseurs étrangers, dans le but de leur enseigner les bases du 'ori tahiti et de leur apporter une véritable compréhension de cette danse, jugée souvent mal enseignée à l'étranger,. Le projet de labellisation du 'ori tahiti auprès de l'Unesco, souhaité par le conservatoire, va également dans le sens d'une pérennisation des racines traditionnelles de la danse. Dans ce cadre, le conservatoire publie en 2017 un répertoire des pas du 'ori tahiti : Ta'o nō te 'ori Tahiti, Répertoire des pas de la danse tahitienne.

## Personnalité liée au conservatoire
- Louise Kimitete, chorégraphe et danseuse qui y a enseigné l'‘Ori tahiti pendant près de quarante ans[19].
- John Mairai, dramaturge et promoteur de la culture polynésienne, enseignant d'orero et de théâtre au conservatoire[8].
- Paulina Morgan, danseuse dans la troupe de Madeleine Moua puis dans le groupe Tiare Tahiti, elle a été la première enseignante de 'ori tahiti au conservatoire artistique de Polynésie française[20].
- Maco Tevane, fondateur du conservatoire.